# 보스턴 스트롱
보스턴 스트롱(영어: Boston Strong)은 2013년 4월 발생한 보스턴 마라톤 폭탄 테러에 대한 대응 슬로건이다. 2004년 출시한 리브스트롱의 손목 밴드의 이름을 변형한 것이다. 보스턴 스트롱에 대한 다양한 종류의 상품이 만들어졌으며, 문구가 인기를 얻었을 뿐만 아니라 다양한 단체로부터 비판을 받았다. しつらしつるらてるしつんれつしりれつらゆさすやたぬむやつむたりにゆらつゆゆしちりしめせよゆてめすゆとめゆたむぬやさつやしめて